# Hôtel particulier Ravitch-Doumitrachko
L'hôtel particulier Ravitch-Doumitrachko (en ukrainien : Особняк Равіч-Думітрашко) est un monument d’intérêt local, situé dans le raïon de Petchersk de Kiev. Son numéro de protection est 126. Le manoir est situé à l'angle du 8, rue Instytutska et de la rue Olgynska. Il est un modèle du développement de la construction de Lypky à la fin du XIXe siècle — début du XXe siècle.

## Histoire
Le manoir, où l’hôtel particulier a été construit, appartenait à la famille Ravitch-Doumitrachko. Ensuite, au début du XXe siècle, le manoir est devenu la propriété d'Ariy-Gershk Simkhovitch Liberman. Il loue le rez-de-chaussée à Elena Nikolaïevna Benois, veuve d'un major-général. À l'époque, c'était le poste de garde du tribunal de Kiev (1922-1923) et le quartier général de la 45e division de Volyn (1925-1935). Après cela, Ivan Senine (en) a vécu dans ce manoir.
Le bâtiment abrite désormais le Comité permanent de la Rada d'Ukraine.

## Architecture
L’hôtel particulier date de la fin des années 1890, car sa façade donne sur la rue Olgynska, qui a été créée à la fin du XIXe siècle. Il s'agit d'une maison en brique à deux étages avec des façades asymétriques. La façade nord (frontale) donne sur la rue Instytutska, celle latérale donne sur la rue Olgynska. Sur le côté gauche, la façade nord est décorée d'une risalite, sur la droite - d'une rotonde semi-circulaire. La maison a été construite comme une maison bi-familiale. Elle a également un portail commun pour les portes d'entrée. Il y a une troisième entrée sur la façade ouest.
Les façades sont décorées par des éléments néo-Renaissance et néo-baroques. Comme finitions intérieures préservées, figurent des murs rustiqués, des clôtures en fer forgé, des moulures (plafond, corniches, rosaces).